# Lavaur, Tarn

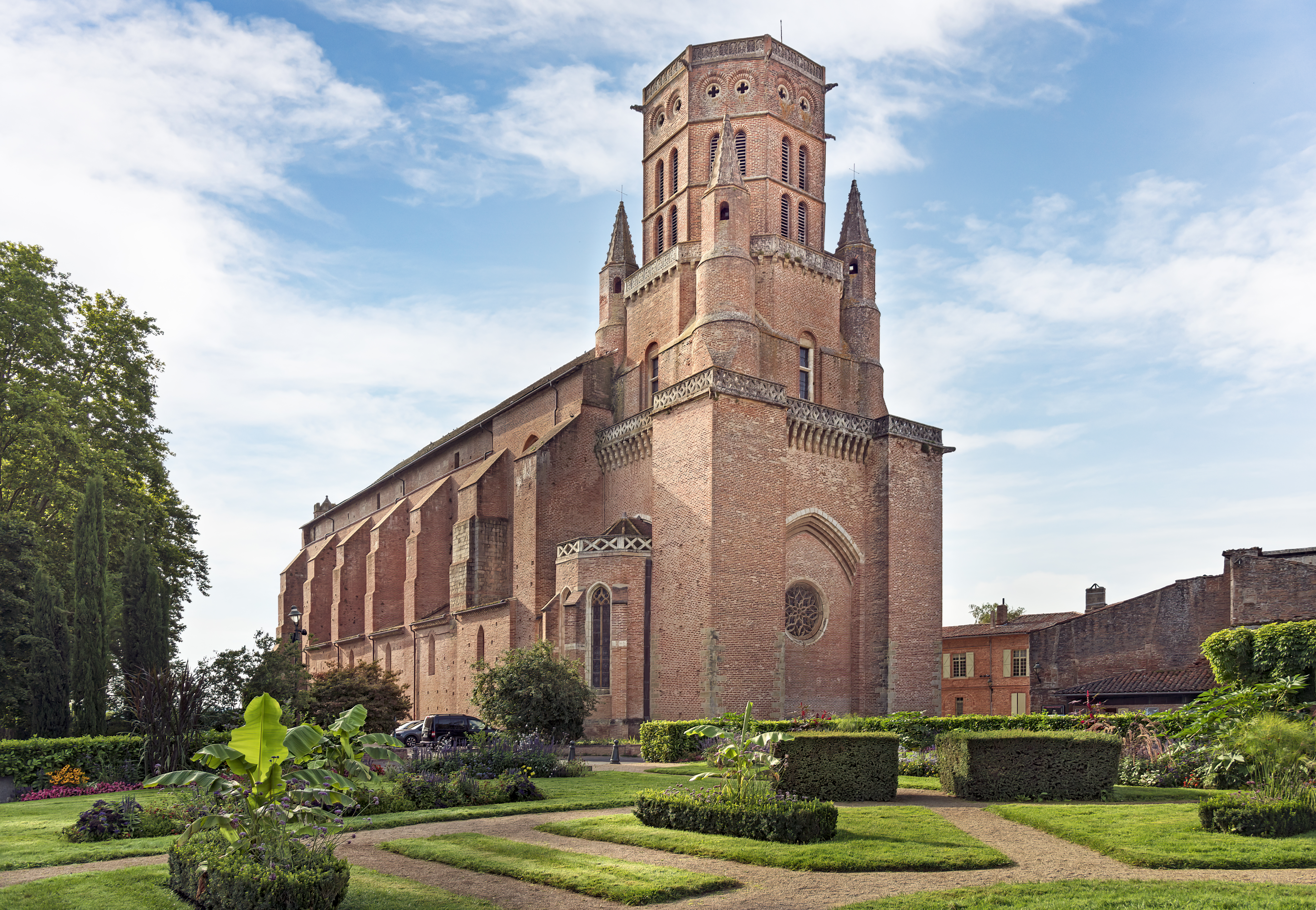
Katedralen i Saint Alain

Lavaur är en kommun i departementet Tarn i regionen Occitanien i södra Frankrike. Kommunen ligger i kantonen Lavaur som tillhör arrondissementet Castres. År 2022 hade Lavaur 10 884 invånare.

## Befolkningsutveckling
Antalet invånare i kommunen Lavaur
| Referens: INSEE |